# Dansk Frisør og Kosmetiker Forbund
Dansk Frisør og Kosmetiker Forbund (DFKF) er en sammenslutning af frisører og kosmetikere (herunder make up-artister).
Siden 2013 er DFKF en del af Serviceforbundet
Indtil 2013 var det et selvstændigt fagforbund, men tilsluttede sig så Serviceforbundet. DFKF er dog fortsat som en selvstændig landssammenslutning under Serviceforbundet. Dansk Frisør og Kosmetiker Forbund var som selvstændigt fagforbund medlem af LO.
Forbundet tager sig bl.a. af ansættelsesretlige spørgsmål, sociale forhold og arbejdsskader.

Samtidig med at Lone Frost fik formandsposten, stemte generalforsamlingen for at gennemføre en sammenslutning med Serviceforbundet. Serviceforbundet er under LO, men Dansk Frisør og Kosmetiker Forbund vil i fremtiden ikke selv være medlem af LO, indirekte er de dog stadig medlem gennem Serviceforbundet.

Historie
Forbundet blev stiftet på en generalforsamling i 1911.
Den første formand var V. Reinvall-Hansen, han havde siden 1898 været formand for barber- og frisørsvendens forening i København.
Han blev afløst på formandsposten i 1915 af H. M. Christensen. I 1958 valgtes Arnold Hansen til formand.
I 1992 valgtes Poul Monggaard, der efter 21 år på posten, i 2013 blev afløst af Lone Frost, den nuværende formand.

Medlemmer
Foreningen havde 4.033 medlemmer pr. 2013, hvoraf 3.865 var kvinder.